# FC 보스토크
FC 보스토크(카자흐어: Восток Футбол Клубы)는 외스케멘을 연고로 하는 카자흐스탄의 축구 클럽이다. 현재는 카자흐스탄 프리미어리그에 참가하고 있다.

## 성적
- 카자흐스탄 퍼스트디비전 1회 우승 (2010)
- 카자흐스탄 컵 1회 우승 (1994)

## 선수 명단

### 현역
- 뱌체슬라프 쿠야노프